# Frontière entre l'Éthiopie et la Somalie
La frontière entre l'Éthiopie et la Somalie, uniquement terrestre, mesure environ 1 600 kilomètres. Elle peut être divisée en deux. Sa partie sud, le long de l'ancienne colonie italienne de « Somalia », n'a jamais fait l'objet d'une démarcation ni d'un abornement et est encore contestée. Sa partie nord, entre le Somaliland et l'Éthiopie a été délimitée et abornée au début des années 1930.

## Description

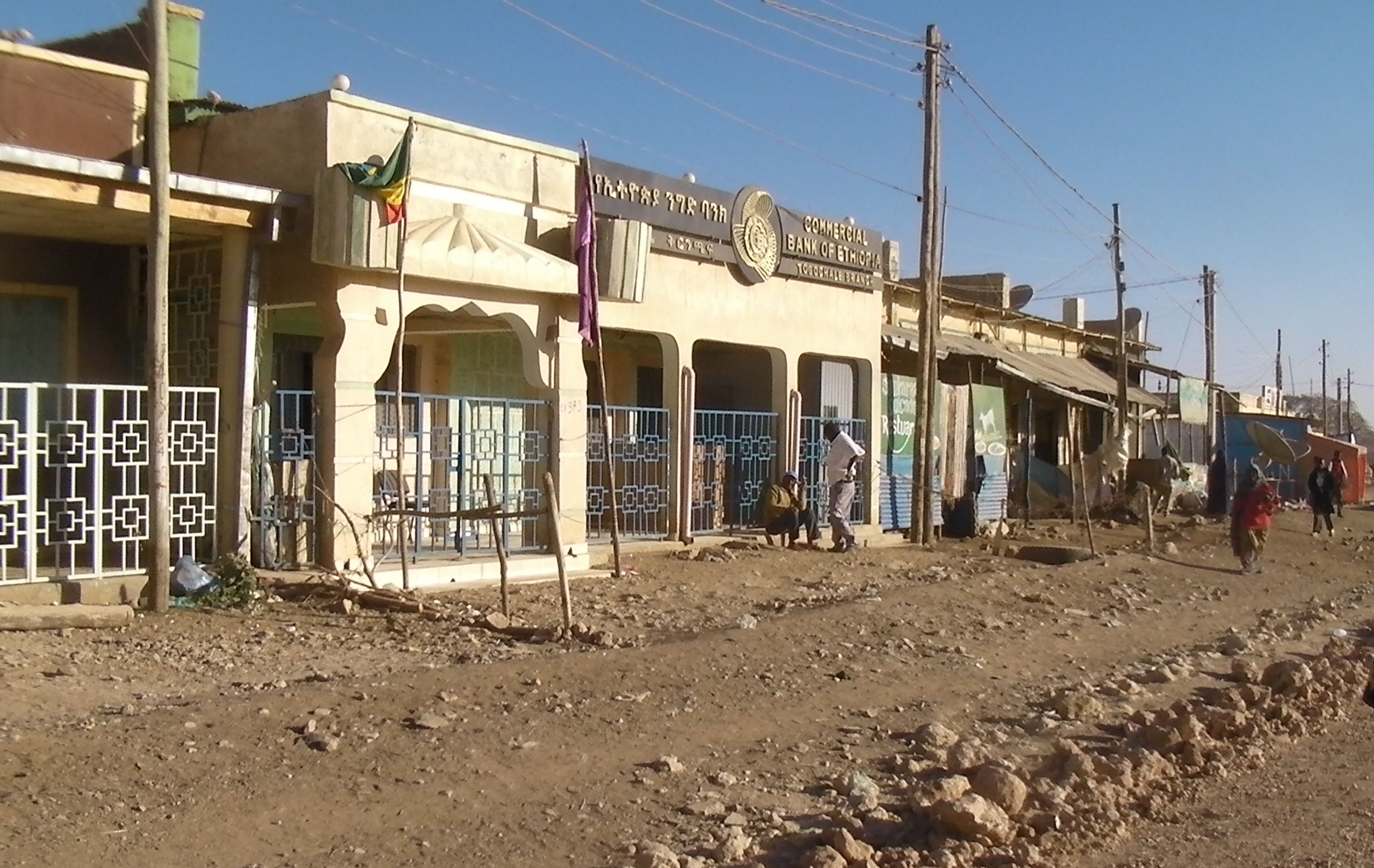
La ville de Tog Wajaale est proche de la frontière entre l'Éthiopie et la Somalie

Du nord au sud, la frontière commence à la triple frontière Éthiopie-Somalie-Djibouti, puis est irrégulière en direction du sud-est jusqu'à ce qu'elle atteigne le 8e parallèle nord et part plein est jusqu'au 48e méridien est. Il s'agit d'un reliquat de la frontière du Somaliland. La frontière repart sud-ouest, pour atteindre le cours d'eau Chébéli, avant de suivre une ligne irrégulière en prenant fin près de la ville kényane de Mandera. Là encore, il s'agit d'un reliquat de la Somalie italienne. Une partie de la frontière constitue une délimitation administrative temporaire.
La partie sud comprend une ligne qui « part de Dolo, au confluent du Daua et du Ganale ; se dirige vers l’est en suivant les sources du Maidaba et continue jusqu’à l’Ouebi-Scebeli » (art. 1er). Cette ligne est précisée par l'évocation des « territoires » de « tribus ».
La partie nord part du point 47° E., 8° N, puis suit une ligne droite jusqu’au point 44° E., 9° N., puis jusqu'à Moga Medir (Jifu Meider). Elle suit ensuite le lit du Tug Wajale, passe à Beyu Anod, puis se poursuit le long d'une piste caravanière jusqu'à la trijonction avec l'actuelle république de Djibouti.

## Histoire

### Fixation
La partie sud de cette frontière a été fixée par un accord italo-éthiopien du 16 mai 1908. Elle n'a jamais été délimitée sur le terrain, ni abornée.
La partie nord a été déterminée par l'accord anglo-éthiopien du 14 mai 1897. Elle a été délimitée et abornée par une mission anglo-éthiopienne entre 1931 et 1935 et validée par un accord du 28 mars 1935. 

### Contestation
L'incident frontalier de Welwel le 5 décembre 1934 sert de prétexte à l'invasion de l'Éthiopie par l'Italie en 1935.
Depuis sa création en 1960, la République de Somalie revendique les territoires qui seraient peuplés de « Somalis », dont l'Ogaden éthiopien. Cette revendication a causé deux guerres entre les deux pays, en 1963-1964 et en 1977-1978.

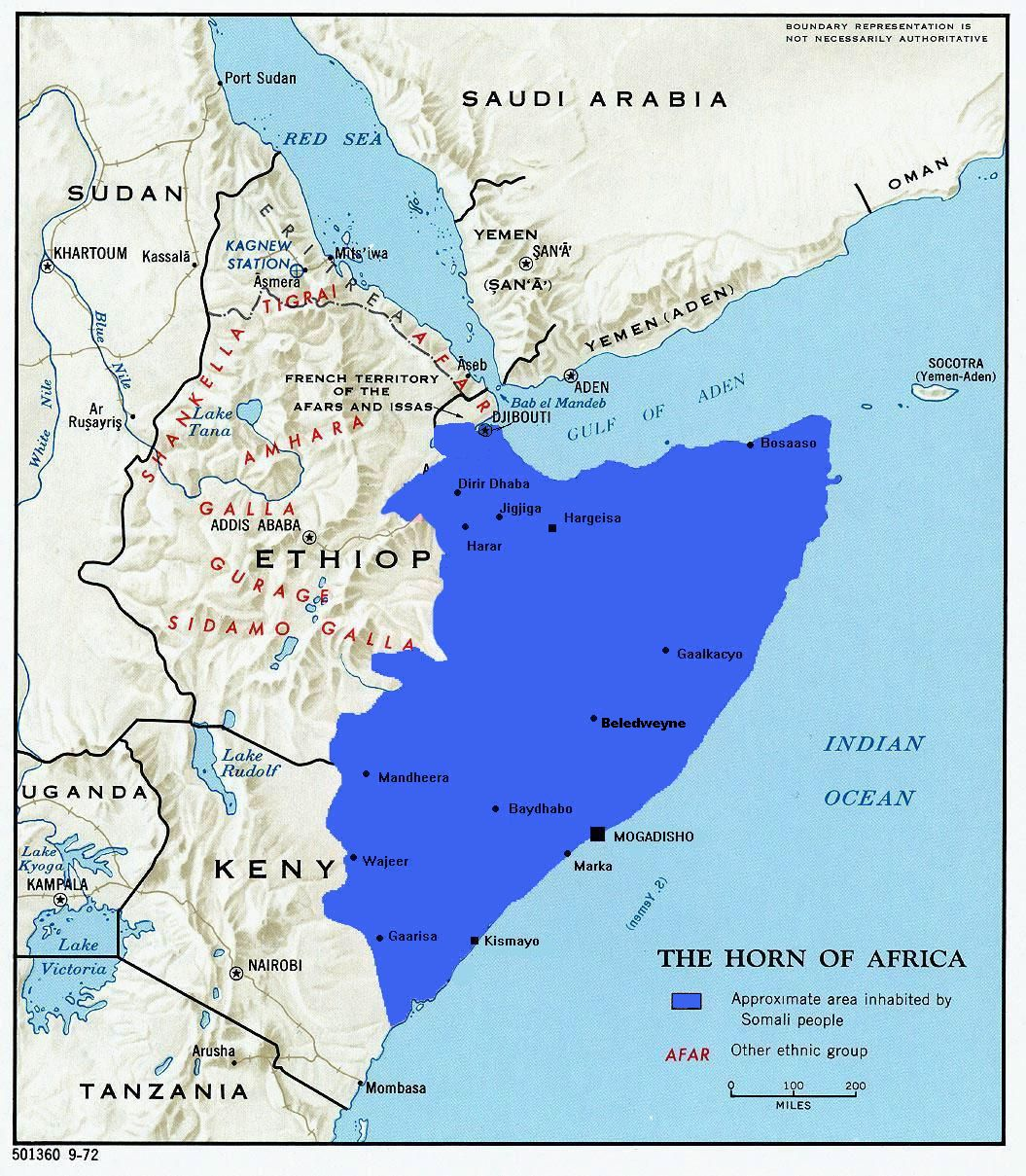
L'espace de la Grande Somalie revendiquée par la Somalie depuis 1960.